# Bares (España)
Bares (llamada oficialmente Santa María de Bares) es una parroquia del municipio de Mañón, en la provincia de La Coruña, Galicia, España.

## Etimología
Bares es mencionado como Uaris en varios documentos medievales, el primero de ellos un documento del rey Ordoño II del año  916. Tendría su origen etimológico en una forma perteneciente a la hidronimia paleoeuropea, derivada de la raíz indoeuropea awer- «agua, mojar, llover, flujo». Por tanto, forma parte de la serie de topónimos «Baraza», «Baroña», «Baralla», «A Vara».

## Entidades de población
Entidades de población que forman parte de la parroquia:
- Anido
- Bares
- Campelo
- Faro de la Estaca de Bares (O Faro da Estaca de Bares)
- Puerto de Bares (O Porto de Bares)
- Semáforo de Bares
- Vilela
- Villa de Bares (A Vila de Bares)

## Despoblado
- Espiñeiral

## Estaca de Bares
En esta parroquia está situado el cabo de Estaca de Bares cuyo promontorio es muy usado por ornitólogos de varios países para visualizar aves que vienen de las islas británicas y del Norte de Europa. Se encuentra en el punto más al norte de España.

## Demografía
| Gráfica de evolución demográfica de Bares entre 2000 y 2020 |
|                                                             |
| Población de derecho según el padrón municipal del INE      |

## Monumentos
Como construcciones de interés tiene el faro, situado en el extremo de la Estaca, y el antiguo Semáforo de señales marítimas (a base de banderas), ubicado en un pequeño monte no lejos del faro. Entre ambos, se hallan los restos de una antigua base militar de EE. UU. usada para la navegación.
También el puerto, que tiene un antiguo muelle formado por grandes piedras redondeadas cuya construcción se consideraba prerromana, pero que investigaciones más recientes consideran una formación natural, producto de la erosión del mar.